# نيشن وايد أرينا
نيشن وايد أرينا (بالإنجليزية: Nationwide Arena)‏ هي ساحة متعددة الأغراض في منطقة أرينا في كولومبوس بولاية أوهايو.

## وصلات خارجية
- أرينا خريطة والاتجاهات (بالإنجليزية)